# 12774 Pfund
12774 Pfund eller 1994 PH22 är en asteroid i huvudbältet som upptäcktes den 12 augusti 1994 av den belgiske astronomen Eric W. Elst vid La Silla-observatoriet. Den är uppkallad efter August Hermann Pfund.
Asteroiden har en diameter på ungefär 5 kilometer.